# Sauber C21
El Sauber C21 fue un monoplaza con el que compitió el equipo Sauber en la temporada 2002. El coche fue conducido por Nick Heidfeld, Felipe Massa y Heinz-Harald Frentzen.

## Temporada 2002
El C21 demostró ser rápido en las primeras etapas del año, y Sauber fue el quinto equipo más rápido detrás de Ferrari, Williams, McLaren y Renault. Aunque tanto Heidfeld como Massa abandonaron en el Gran Premio de Australia en un accidente de primera curva, obtuvieron un doble puntaje en Malasia, con el brasileño anotando solo en su segundo Gran Premio. Se ganó un mayor número de puntos en España, y los puntos individuales fueron ocupados por el alemán en Gran Bretaña y Alemania, y nuevamente por Massa en el Gran Premio de Europa.
Sin embargo, el equipo podría haber anotado más puntos si no fuera por problemas técnicos con el C21 y errores de los pilotos. Los frenos de Heidfeld fallaron en Brasil, y se vio retrasado por un problema de comunicaciones de radio en Imola y chocó fuertemente con el Jordan de Takuma Satō después de perder el control al frenar en el Gran Premio de Austria. Tanto él como Massa también sufrieron problemas electrónicos en Canadá, lo que provocó que superaran el límite de velocidad del pitlane e incurrieron en penalizaciones de drive-through como resultado.
El brasileño también se retiró de varias carreras después de los errores de los pilotos y las colisiones con otros monoplazas, sobre todo en el Gran Premio de Italia. Su contacto con el Jaguar de Pedro de la Rosa le valió la penalización inaugural de la parrilla de diez lugares para la próxima carrera en Estados Unidos, y Sauber optó por reemplazarlo con el experimentado Heinz-Harald Frentzen para esa carrera, y finalmente la temporada 2003 también.
Heidfeld fue más consistente, solo se retiró de tres carreras, pero el C21 se deslizó fuera del ritmo en la última mitad del campeonato, y Sauber no anotó ningún punto en los últimos cinco grandes premios. La caída en el rendimiento se produjo en Bélgica, donde los pilotos solo podían calificar en los puestos 17 y 18. Aunque las siguientes carreras fueron una mejora, el equipo aún se consideraba afortunado hasta cierto punto por mantener su quinto puesto final en el Campeonato de Constructores con 11 puntos, por delante de los resurgentes equipos Jordan, BAR y Jaguar.

## Resultados

### Fórmula 1
(Clave) (negrita indica pole position) (cursiva indica vuelta rápida)

| Año  | Motor                      | Neu. | N.º | Pilotos               | 1   | 2   | 3   | 4   | 5   | 6   | 7   | 8   | 9   | 10  | 11  | 12  | 13  | 14  | 15  | 16  | 17  | Puntos | Pos. |
| ---- | -------------------------- | ---- | --- | --------------------- | --- | --- | --- | --- | --- | --- | --- | --- | --- | --- | --- | --- | --- | --- | --- | --- | --- | ------ | ---- |
| 2002 | Petronas (Ferrari) 02A V10 | B    |     |                       | AUS | MYS | BRA | SMR | ESP | AUT | MON | CAN | EUR | GBR | FRA | GER | HUN | BEL | ITA | USA | JPN | 11     | 5º   |
| 2002 | Petronas (Ferrari) 02A V10 | B    | 7   | Nick Heidfeld         | Ret | 5   | Ret | 10  | 4   | Ret | 8   | 12  | 7   | 6   | 7   | 6   | 9   | 10  | 10  | 9   | 7   | 11     | 5º   |
| 2002 | Petronas (Ferrari) 02A V10 | B    | 8   | Felipe Massa          | Ret | 6   | Ret | 8   | 5   | Ret | Ret | 9   | 6   | 9   | Ret | 7   | 7   | Ret | Ret |     | Ret | 11     | 5º   |
| 2002 | Petronas (Ferrari) 02A V10 | B    | 8   | Heinz-Harald Frentzen |     |     |     |     |     |     |     |     |     |     |     |     |     |     |     | 13  |     | 11     | 5º   |

- [2]